# Chuck Palumbo
Pour les articles homonymes, voir Palumbo.
Charles « Chuck » Palumbo (né le 15 juin 1971 à West Warwick) est un catcheur et un animateur d'émission de télévision américain. Il est connu comme catcheur pour son travail à la World Championship Wrestling (WCW) puis à la World Wrestling Federation / World Wrestling Entertainment (WWF puis WWE à partir de 2002). 
Il est formé au WCW Power Plant et fait ses débuts sur le ring en 1999. Dès l'année suivante, il fait équipe avec Shawn Stasiak avec qui il remporte à trois reprises le championnat du monde de la WCW. À la fin de l'année 2000, il s'allie avec Sean O'Haire avec qui il ajoute un autre championnat du monde par équipes à son palmarès.
En 2001, il rejoint la WWF après le rachat de la WCW par la WWF. Rapidement, il forme une équipe avec Billy Gunn et ils vont se faire appeler Billy and Chuck. Ils incarnent alors une équipe de catcheurs homosexuels qui va d'ailleurs se marier. Ils remportent à deux reprises le championnat du monde par équipe de la WWF / WWE avant de se séparer fin 2002.
Après cela, il s'allie avec Nunzio et Johnny Stamboli avec qui il forme The Full Blooded Italians jusqu'à la fin de son contrat en 2004.
Il part alors travailler au Japon à la All Japan Pro Wrestling ainsi qu'au Mexique jusqu'à ce que la WWE le réengage en 2006. Il incarne alors un motard et quitte la WWE deux ans plus tard.
Il se reconvertit en animateur d'émission de télévision avec Lords of the Car Hoards (en) où, aux côtés de Rick Dore (en), ils restaurent et modifient des voitures américaines.

## Jeunesse
Chuck Palumbo grandit à West Warwick et a un frère et deux sœurs. Il fait partie de l'équipe de basketball de son lycée puis s'engage dans l'US Navy en 1989 où il est technicien aéronautique. Il quitte la marine quatre ans plus tard et reprend ses études au Community College of Rhode Island (en). Il y reste un an et part à l'université du Missouri central (en) où il a une bourse sportive pour faire partie de l'équipe de basket-ball. Il y obtient un diplôme en criminologie.

## Carrière de catcheur

### World Championship Wrestling(1999-2001)
Durant sa dernière année à l'université, Palumbo voit à la télévision une publicité pour le WCW Power Plant, l'école de catch de la World Championship Wrestling (WCW). Il intègre cette école de catch après avoir obtenu son diplôme,. Durant ses premiers combats, son gimmick est celui d'un homme ayant grandi dans la jungle, il nomme d'ailleurs sa prise de finition le Jungle Kick.

## Palmarès
- Herts and Essex Wrestling (HEW)
  - 1 fois champion poids lourd de la HEW[5]
- Toryumon Mexico
  - Yamaha Cup 2006 en équipe avec Johnny Stamboli[6]
- World Championship Wrestling (WCW)
  - 4 fois champion du monde par équipes de la WCW (trois fois avec Shawn Stasiak et une fois avec Sean O'Haire)[7]
- World Wrestling Federation / World Wrestling Entertainment (WWF / WWE)
  - 2 fois champion du monde par équipes de la WWF / WWE avec Billy[8]

## Récompenses des magazines
- Pro Wrestling Illustrated
- 4e Rookie de l'année 2000[9]
- Équipe de l'année 2002 avec Billy[10]

| Année | 2001 | 2002 | 2003 | 2004 | 2005 | 2006 à 2007 | 2008 |
| ----- | ---- | ---- | ---- | ---- | ---- | ----------- | ---- |
| Rang  | 60   | 37   | 72   | 114  | 208  | Non classé  | 66   |